# Cru (organisation chrétienne)
Pour les articles homonymes, voir Cru et Agape.
Cru est une organisation missionnaire protestante, ayant pour but l'évangélisation et la formation de disciples. Cru est également appelée Agape dans certains pays d'Europe, Campus Crusade for Christ ou Campus pour Christ dans certains pays d'Asie et d'Europe, Great Commission Movements dans certains pays d'Afrique, Vida estudiantil en Amérique latine, Power to change en Australie et au Canada (Pouvoir de changer dans les régions francophones).  Cru vise les étudiants, les athlètes, et également les professionnels adultes. Son siège international est à Orlando (Floride), aux États-Unis.

## Histoire
L'organisation est fondée en 1951 à l'université de Californie (Los Angeles) aux États-Unis, par le pasteur presbytérien Bill Bright . Campus pour Christ s'est développé dans de nombreux ministères au-delà de sa cible principale, les universités. Sa mission est de « montrer aux humains comment connaître et expérimenter l'amour de Dieu et son plan pour leur vie ». 
En 1996, Bill Bright reçoit le Prix Templeton pour le progrès dans la religion, et fait don du montant d'argent associé au prix (1.1 million de dollars) à des causes faisant la promotion du jeûne et de la prière.
Steve Douglass devient le président de l'organisation en 2001.
En 2011, l'organisation connue sous le nom Campus Crusade for Christ International a pris le nom de Cru aux États-Unis. D'autres pays ont adopté cette appellation, mais beaucoup d'autres ont conservé leur nom respectif : Agape, Campus pour Christ, Great Commission Movements, Vida estudiantil ou Power to change.
Cru est présente dans plus de 191 pays du monde et compte plus de 25 000 missionnaires.

## Branches

### Athletes in Action
Athletes in Action pour les sportifs. 

### Campus Ministry
Campus Ministry pour les étudiants. 

### Christian Embassy
Christian Embassy est une organisation pour les politiciens et les diplomates.

### FamilyLife
FamilyLife pour les couples et parents. 

### Global Aid Network
Global Aid Network (GAiN)  est une ONG  humanitaire liée à l'organisation, .

### Jesus film project
Jesus film project, un film de 1979, traduit en 1 200 langues,.

## Critiques
En 2011, Cru a été accusé d’une décision politiquement correct de la part de certains chrétiens pour l'abandon de son ancien nom, Campus Crusade for Christ. Cru a répondu que le nouveau nom permettrait une ouverture vers les gens amers vis-à-vis d’un nom religieux.